# 平海之屠
平海之屠是指明清战争时期清军在福建省平海卫（今福建省莆田市秀屿区平海镇）进行的屠杀。
1647年（南明永历元年，清顺治四年）七月，南明同安伯杨耿率军收复平海卫，后因清朝援军赶至，杨耿部主动撤离。随后，平海卫百姓惨遭屠杀。